# Nubijski peščenjak
Nubijski peščenjak je vrsta sedimentne kamnine, odložene v predkambrijski podlagi v vzhodni Sahari, severovzhodni Afriki in Arabskem polotoku. Sestavljen je iz celinskega peščenjaka s tankimi sloji morskih apnencev in laporjev. Nubijski peščenjak je bil odložen med spodnjim paleozoikom in zgornjo kredo, morske plasti pa segajo od karbona do spodnje krede.

## Nastanek
Starost nubijskega peščenjaka sega od kambrijske dobe do zgornje krede. Pozicioniranje paleoekvatorja in paleolatitude na 20° J je bilo pridobljeno iz paleomagnetnih podatkov, ki kažejo, da je bil nubijski peščenjak prvotno odložen v paleoekvatorialnem do subekvatorialnem območju. Ti paleomagnetni rezultati so potrdili pretekle študije, ki kažejo, da se Severna Afrika ni vzdolžno premaknila od 210 do 110 milijonov let nazaj, in to obdobje podaljšala na 85 milijonov let. Nubijski peščenjak je bil odložen v tropskem do subtropskem podnebju in je nastal v različnih celinskih razmerah, vključno z eolskim občasnim zlivanjem v plitvo morje.

## Značilnosti
Kompleks nubijskega peščenjaka ima debelino od manj kot 500 m do več kot 3000 m in leži na predkambrijski podlagi. Ta je zapleten zaradi različnih strukturnih prelomov in gubanih osi, ki prečkajo regijo v severovzhodni smeri. Največji razvoj poteka v bazenu Ain Dalla, podrtem strukturnem bloku jugozahodno od oaze Baharija. Značilnosti temeljne kamnine odrejajo strukturno in sedimentološko obliko kompleksa. Kljub zapleteni strukturni zgradbi je nubijski peščenjak zahodno od vueškega zaliea vrjetno en sam hidrogeološki sistem. Na vzhodu, na Sinajskem polotoku, bi lahko obstajal drugi sistem z neko povezavo s primarnim zahodnim sistemom na severu. Glavni zahodni sistem, ki se razteza v Libijo in Sudan, je sestavljen iz večplastnega arteškega bazena, kjer so se kopičile ogromne zaloge podzemne vode, predvsem med pluviali kvartarja. Lokalne karbonatne kamnine prekrivajo kompleksne kraške značilnosti in se napajajo iz spodaj ležečega glavnega vodonosnika. Fluvialne in strukturne interpretacije iz leta 2007 kažejo, da je puščavo v zahodnem Egiptu povzročilo rečno delovanje, vključno z nedavno kartiranimi aluvialnimi stožci. V osrednjih območjih so razdeljeni rečni kanali prostorsko poravnani s severovzhodnim strukturnim trendom, kar kaže na prednostne poti toka vode. Naplavine in strukturno zaprti kanali z blagimi pobočji in optimalnimi pogoji polnjenja med 1 in 5 %, kar kaže na visok potencial podzemne vode. Interpretacije radarja s sintetično aperaturo (SAR), povezane z anomalijami podzemne vode v 383 vodnjakih, kažejo na povezavo med prostorsko organizacijo fluvialnih in strukturnih značilnosti s podzemno vodo z nizko slanostjo, ki obstaja v bližini naplavin in jugozahodnih delih strukturno zaprtih kanalov. Vodnjaki v bližini struktur so vsebovali vodo z nizko slanostjo.

## Izvedena tla
Izpostavljenost nubijskega peščenjaka v subhumidnih, polsušnih in sušnih razmerah proizvaja prst, ki je rdeča in peščena, vendar se v drugih vidikih zelo razlikuje. Samo v subhumidnih conah imajo ta tla zmerno razvit profil, vključno s teksturnim B horizontom brez topnih soli in karbonatov. V polsušnih in sušnih območjih je diferenciacija profila šibka ali pa je sploh ni. V sušnih območjih so tla plitva in vsebujejo karbonate ter topne soli, vključno s sadro. Edini glineni mineral, ki je skupen vsem matičnim materialom nubijskega peščenjaka, je kaolinit, ki je glavni glineni mineral v tleh subhumidnega območja. V polsušnih tleh je smektit druga glavna komponenta gline. V sušnih območjih kotlinit spremljajo majhne količine smektita in paligorskita. Verjetno sta smektit in paligorskit produkta pedogene neoformacije. Eolski material je bil verjetno vnesen v frakcije mulja in drobnega peska iz polsušnih in sušnih tal. Možno je tudi, da je prišlo do kontaminacije glinenih frakcij.

### Nubijski peščenjak v Arabiji
Nubijski peščenjak je v stiku z apnencem iz zgornje krede skladno pod njim. V Libanonu, Antilibanonu in Hermonu je pod jurskim apnencem. Njegove zgornje plasti so verjetno iz spodnje ali srednje krede. Vendar jurskega apnenca ni v južnih območjih. V zahodnem Sinaju leži nubijski peščenjak na karbonskem apnencu, ob Mrtvem morju pa na kambrijskem apnencu: v Petri in na drugih lokacijah neskladno leži na kristalinskih kamninah. Medtem ko je izračun starosti za nubijski peščenjak relativno preprost v Libanonu, Antilibanonu in Hermonu, je veliko bolj zapleten na Zahodnem Sinaju in območju Mrtvega morja. Ker naj bi peščenjak nastajal hitreje kot druge kamnine, si je težko predstavljati, da je 600 m peščenjaka v jugovzhodnem Mrtvem morju v procesu nastajanja od kambrija do krede.

## Videz
Nubijski peščenjak je najpogosteje rjav ali rdečkast, vendar ponekod kaže veliko več barv. Starodavni templji in grobnice v Petri so bili izklesani iz te skale. Ponekod je izjemno drobljiva, ponekod pa kompaktna in trda. Pesek v arabskih puščavah je bil predvsem iz njega, ki so ga prenašali prevladujoči zahodni vetrovi. Kjer je prekrit s ploščo eruptivne kamnine (charrah), je zaščiten pred erozijo. Nubijski peščenjak pogosto vključuje plasti gline in skrilavca ter tanke plasti premoga ali lignita. To kaže, da je bilo odloženo v morjih, ki so bila takrat relativno plitva.

## Etimologija
Izraz nubijski peščenjak je v egipčansko stratigrafijo prvič uvedel Joseph Rüssegger leta 1837, ki je uporabil izraz Sandstein von Nubien za označevanje odsekov nefosilnega peščenjaka paleozojske ali mezozojske starosti. Rüssegger je sledil in preučeval to vrsto formacij peščenjaka iz Sudana, Egipta, Libije in Arabije Petrsea (severovzhodna Arabija).